# Gustaf Tillman
Gustaf Theodor Tillman, född 21 oktober 1840 i Mörkö socken, Södermanlands län, död 14 maj 1910 i Ljungby, var en svensk läkare.
Tillman blev student vid Uppsala universitet 1861, medicine kandidat där 1867 och medicine licentiat vid Karolinska Institutet i Stockholm 1873. Han var underkirurg och amanuens vid Serafimerlasarettet i Stockholm 1873–1874, tillförordnad lasarettsläkare på Borås lasarett 1874–1875, lasarettsläkare på Lidköpings lasarett 1875–1883 och lasarettsläkare på Halmstads lasarett 1883–1905. Han var även intendent vid Hjo vattenkuranstalt 1881–1883, läkare vid länscellfängelset i Halmstad 1894–1908 och järnvägsläkare vid bandelen Getinge–Halmstad 1896–1907.